# 褐带棘胎鳚
褐帶棘胎鳚（學名：Acanthemblemaria maria），為輻鰭魚綱鳚形目煙管鳚科棘胎鳚屬的一種，種名是為了紀念詹姆斯·歐文·伯爾克（James Erwin Böhlke）在費城自然科學院的前秘書瑪麗·喬治（Mary George），分布於中西大西洋巴哈馬至千里達及托巴哥海域，本魚體延長、頭短鈍，吻部有2排長而尖的刺，延伸至眼後方及頸背，幾乎延伸至背鰭起點，眼睛下面和後面的骨頭內緣有鋸齒，從眼睛後面到鼻子有一條深溝，鼻孔及眼睛上方有觸鬚，口腔頂部側面有兩排發育良好的牙齒，頭部和身體深褐色至黑色，臉頰上有一條寬闊的白色條紋，一直延伸到胸鰭基部的一個大的白色斑點，背部上方有一系列淺色至白色的斑點，腹部和尾部兩側有一系列較大的白色斑點，這兩排斑點由側面的一條寬深色條紋隔開，體長可達5.1公分，棲息在礁石區，通常躲在空藤壺殼或管蟲空巢穴，以小型無脊椎動物為食，雌魚產附著性卵，由雄魚守護魚卵，生活習性不明。